# 뷰티풀 라이
《뷰티풀 라이》(영어: The Good Lie)는 2014년 개봉한 미국의 드라마 영화로, 필리프 팔라르도가 연출했다. 여섯 형제가 제2차 수단 내전으로 난민이 되고 고난 끝에 난민 캠프에 도착한 후 미국에 귀화해 정착하며 살아가기까지 겪게 되는 이별, 고뇌, 재회, 화합의 사연이 담겨 있다. 이 영화에 나오는 수단 난민 역 배우들은 실제로 수단 난민이었다가 미국인으로 귀화한 사람들로 구성되었다.
2014년 9월 7일 제39회 토론토 국제 영화제 특별 상영 부문에서 선보였으며, 미국에서 10월 3일 개봉된 후 10월 22일 그리니치 국제 영화제에서도 상영되었다.

## 출연진
- 리스 위더스푼
- 게어 두애니
- 아널드 오쳉
- 이매뉴얼 잘
- 페미 오건스
- 코리 스톨
- 세라 베이커
- 마이크 프니우스키
- 어페이모 오밀라미
- 마리아 하월
- 소페 알루코
- 새드 러킨빌

## 기타 제작진
- 공동 제작: 제프리 실버
- 라인 제작: 짐 셔문, 린앤 포슬루
- 협력 제작: 에마 맥길
- 배역: 민디 마린
- 미술: 에런 오즈번
- 무대 장치: 멀린다 샌더스
- 의상: 수티랫 앤 랄라브
- 분장: 피오나 쿠시, 그레고리 C. 펑크
- 헤어: 찰스 그레고리 로스
- 음향 감독: 페리 로버트슨
- 시각 효과: 티에리 들라트르, 조지 웹스터
- 제작 관리: 엘런 H. 슈워츠, 저닌 밴애슨
- 조감독: 데이비드 H. 벵거스 주니어